# Caleo

Mapa de la zona de Grecia central donde se ubican algunas de las principales ciudades de la antigua Lócride. Caleo se ubicaba en la Lócride Ozolia.

Caleo (griego, Χαλειόν) fue una antigua ciudad griega de los locrios ozolios. 
Sus habitantes son citados en el marco de la guerra del Peloponeso puesto que, según Tucídides, los caleos formaron parte de las ciudades de Lócride Ozolia que se vieron obligadas a entregar rehenes al ejército lacedemonio que en el año 426 a. C., estaba bajo el mando de Euríloco.
Se han hallado varias inscripciones que mencionan la ciudad. Una de ellas se refiere a un convenio de sympoliteia firmado con la ciudad limítrofe de Tritea, según el cual los habitantes de cada una de las ciudades podían poseer terrenos o arrendarlos en la ciudad vecina. Otra se refiere a un acuerdo realizado con Eantea donde se menciona que la ciudad de Caleo disponía de puerto.
Se localiza en la población actual de Galaxidi.